# Trionymus nanus
Trionymus nanus är en insektsart som beskrevs av Cockerell 1905. Trionymus nanus ingår i släktet Trionymus och familjen ullsköldlöss. Inga underarter finns listade i Catalogue of Life.